# BT.601
ITU-R Recommendation BT.601，简称Rec.601或者BT.601（或者它的前身，CCIR 601），是1982年由CCIR（現已更換名稱為ITU-R）发布的一个标准，用于将隔行數位視訊模擬訊號進行數位化編碼。其包含編碼525行60Hz和625行50Hz訊號的方法，兩者都采用720亮度樣本和360色度樣本進行每行采樣。其描述的色彩解碼系統被稱爲YCbCr 4:2:2。
Rec. 601視訊光柵制式已經在許多後來的標準當中大量使用，包括ISO/IEC MPEG以及ITU-T H.26x壓縮制式。不過消費者應用的壓縮制式色彩編碼通常都會從4:2:2縮減到4:2:0。
該標準在歷史上已經經歷過了多次修訂，其第七版（被稱爲BT.601-7）於2011年三月獲得批准，并於2011年10月正式發佈。

## 訊號制式
Rec. 601訊號可以被認爲事故數字編碼的模擬分量視訊訊號，因此采樣會包含水平、垂直同步以及消隱間隔的數據。無論幀速率如何，亮度的采樣頻率都會是13.5MHz。樣本一般使用YCbCr域中的8或10位元PCM來量化樣本。
對於每個8位元的亮度樣本，用於表示黑色的標稱值為16，白色為235。8位元的編碼提供了值爲1到15的底量（footroom），以便於容納瞬態訊號内容，例如濾波下衝。類似地，從236到254的值為餘量（headroom），例如濾波過衝。特別地，0和255用於編碼同步脈衝，并且不允許出現在時間圖像區域之内。Cb和Cr樣本是無符號的，并且使用值128作爲中心色差值的編碼，例如對黑白灰區域的編碼。

## 主要色度
Rec.601對625行編碼和525行編碼系統指定了略有不同的原色，不過在早期的標準（BT.610-6之前）之中并沒有明確定義色彩的原色。
| 色彩空間 | 白點（D65） | 白點（D65） | 原色  | 原色  | 原色  | 原色  | 原色  | 原色  |
| 色彩空間 | XW          | YW          | xR    | yR    | xG    | yG    | xB    | yB    |
| -------- | ----------- | ----------- | ----- | ----- | ----- | ----- | ----- | ----- |
| 625行    | 0.3127      | 0.3290      | 0.640 | 0.330 | 0.290 | 0.600 | 0.150 | 0.060 |
| 525行    | 0.3127      | 0.3290      | 0.630 | 0.340 | 0.310 | 0.595 | 0.155 | 0.070 |

## 傳輸特徵
Rec.601的傳輸函數是非綫性的。其在0左右類似綫性，但在其餘的光强度範圍内轉變為伽馬曲綫。

## 獎項
CCIR 因其開發Rec .601標準而獲得1982-83 科技與工程艾美獎。